# Saison 2014 de l'équipe cycliste La Pomme Marseille 13
La saison 2014 de l'équipe cycliste La Pomme Marseille 13 est la trente-et-unième de cette équipe, la quatrième en tant qu'équipe affilié à l'UCI.

## Préparation de la saison 2014

### Arrivées et départs
| Arrivées             | Équipe 2013         |
| -------------------- | ------------------- |
| Rémy Di Grégorio     | Martigues SC-Vivelo |
| Julien El Fares      | Sojasun             |
| Domingos Gonçalves   | Rádio Popular-Onda  |
| Clément Saint-Martin | Océane U-Top 16     |
| Evaldas Šiškevičius  | Sojasun             |

| Départs              | Équipe 2014   |
| -------------------- | ------------- |
| Jason Bakke          | Ligthsbylinea |
| Joshua Berry         | SmartStop     |
| Christopher Jennings | Bonitas       |
| Yannick Martinez     | Europcar      |

## Coureurs et encadrement technique

### Effectif

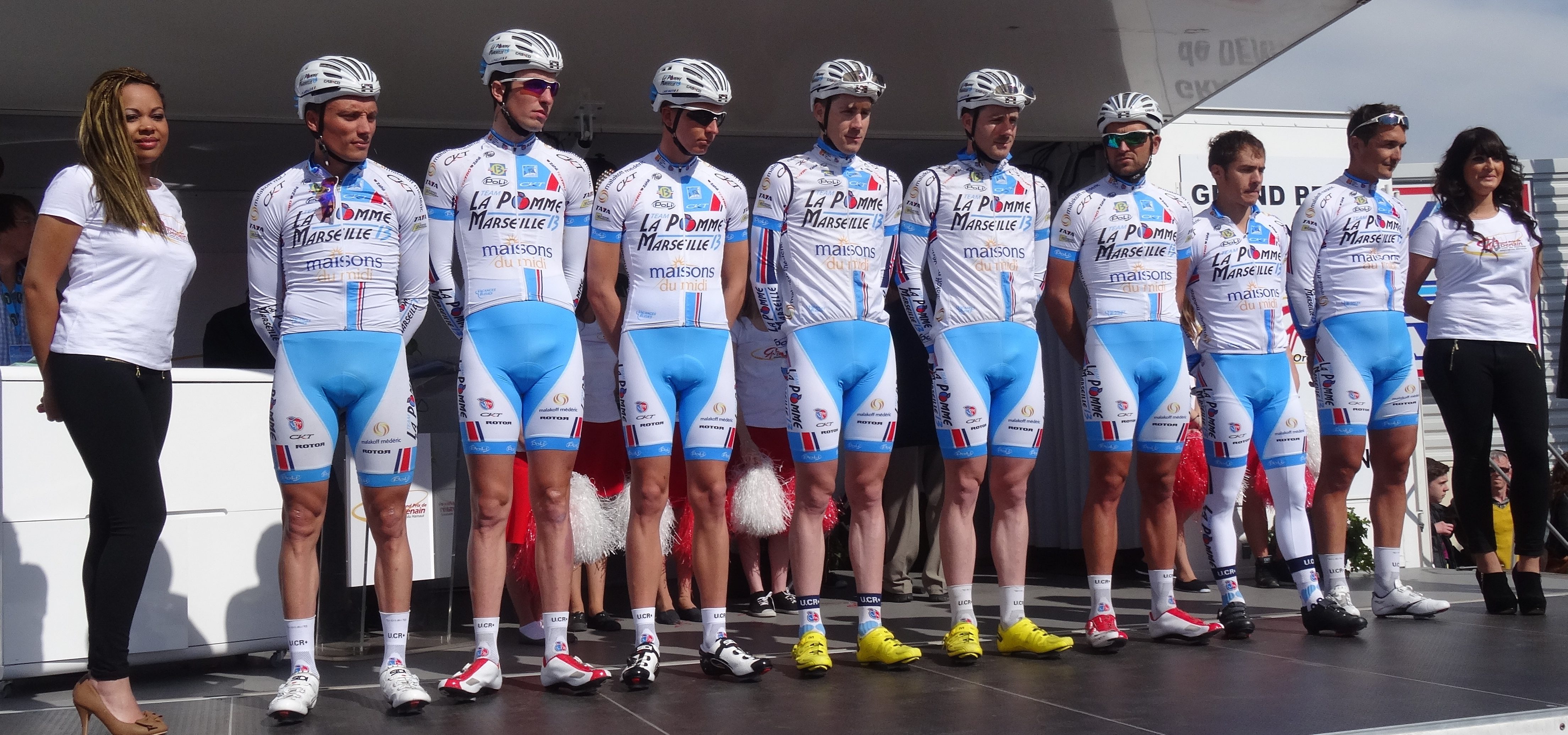
Benjamin Giraud, Yoann Paillot, Domingos Gonçalves, José Gonçalves, Clément Saint-Martin, Thomas Vaubourzeix, Justin Jules et Thomas Rostollan lors du Grand Prix de Denain 2014.

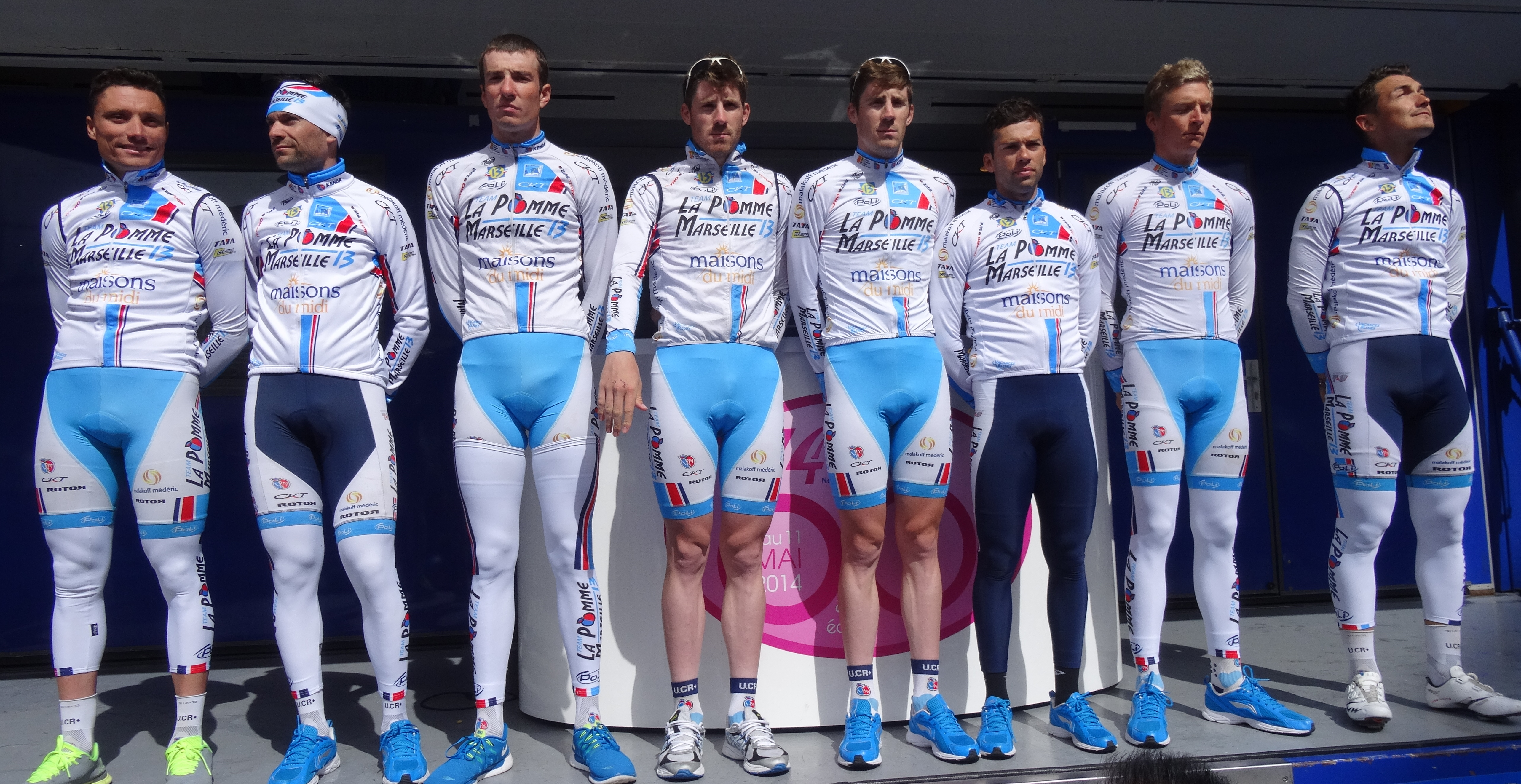
Benjamin Giraud, Julien Antomarchi, Yoann Paillot, José Gonçalves, Domingos Gonçalves, Julien El Fares, Clément Saint-Martin et Thomas Rostollan lors des Quatre Jours de Dunkerque 2014.

| Cycliste             | Date de naissance | Nationalité | Équipe 2013         |
| -------------------- | ----------------- | ----------- | ------------------- |
| Julien Antomarchi    | 16 mai 1984       | France      | La Pomme Marseille  |
| Rémy Di Grégorio     | 31 juillet 1985   | France      | Martigues SC-Vivelo |
| Julien El Fares      | 1er juin 1985     | France      | Sojasun             |
| Benjamin Giraud      | 23 janvier 1986   | France      | La Pomme Marseille  |
| Domingos Gonçalves   | 13 février 1989   | Portugal    | Rádio Popular-Onda  |
| José Gonçalves       | 13 février 1989   | Portugal    | La Pomme Marseille  |
| Justin Jules         | 20 septembre 1986 | France      | La Pomme Marseille  |
| Antoine Lavieu       | 28 septembre 1990 | France      | La Pomme Marseille  |
| Yoann Paillot        | 28 mai 1991       | France      | La Pomme Marseille  |
| Thomas Rostollan     | 18 mars 1986      | France      | La Pomme Marseille  |
| Clément Saint-Martin | 16 août 1991      | France      | Océane U-Top 16     |
| Evaldas Šiškevičius  | 30 décembre 1988  | Lituanie    | Sojasun             |
| Grégoire Tarride     | 10 juillet 1991   | France      | La Pomme Marseille  |
| Thomas Vaubourzeix   | 16 juin 1989      | France      | La Pomme Marseille  |
| Stagiaire            | Date de naissance | Nationalité | Équipe 2014         |
| Paulius Šiškevičius  | 7 septembre 1993  | Lituanie    | Sojasun espoir-ACNC |

Portraits
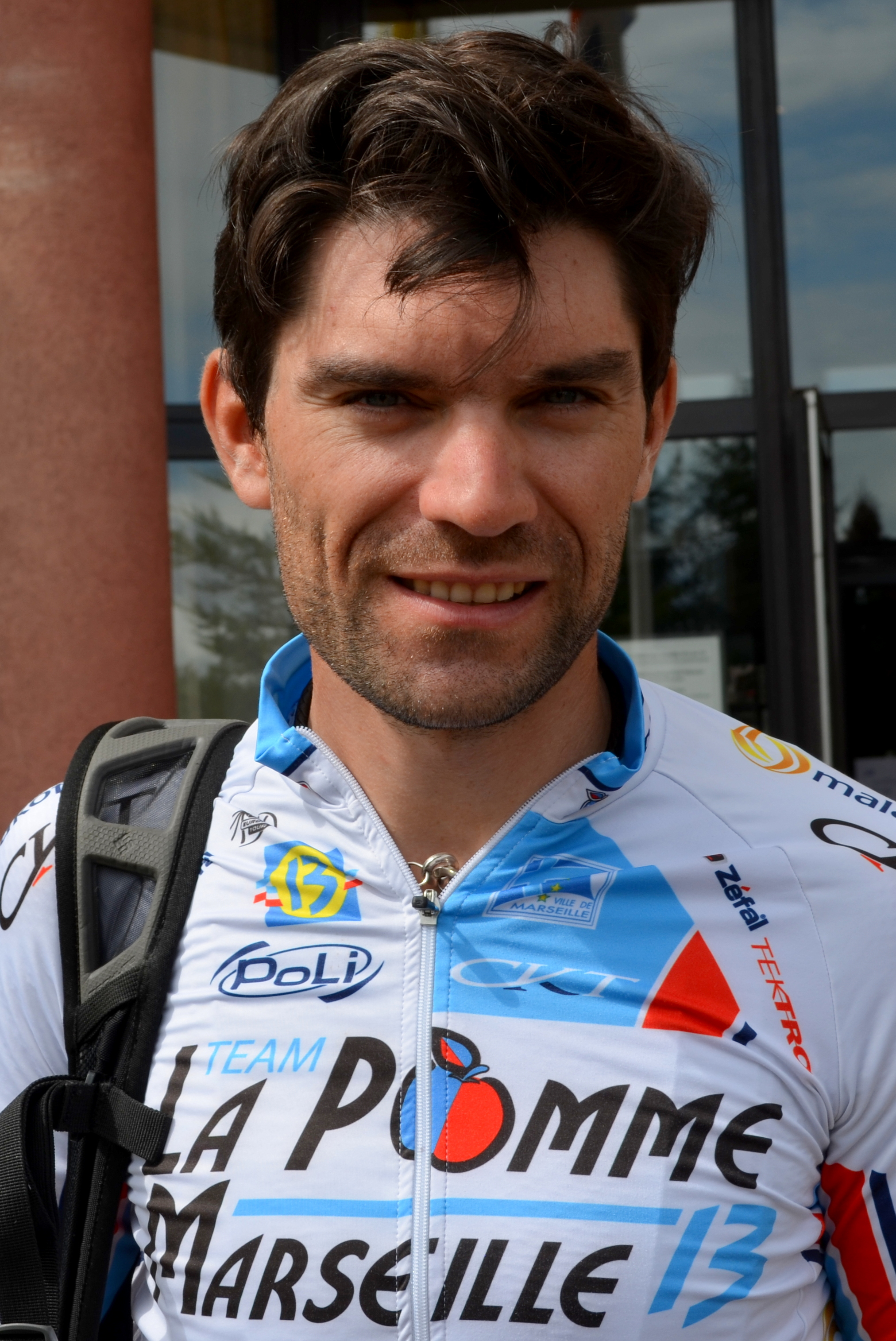
Julien Antomarchi.
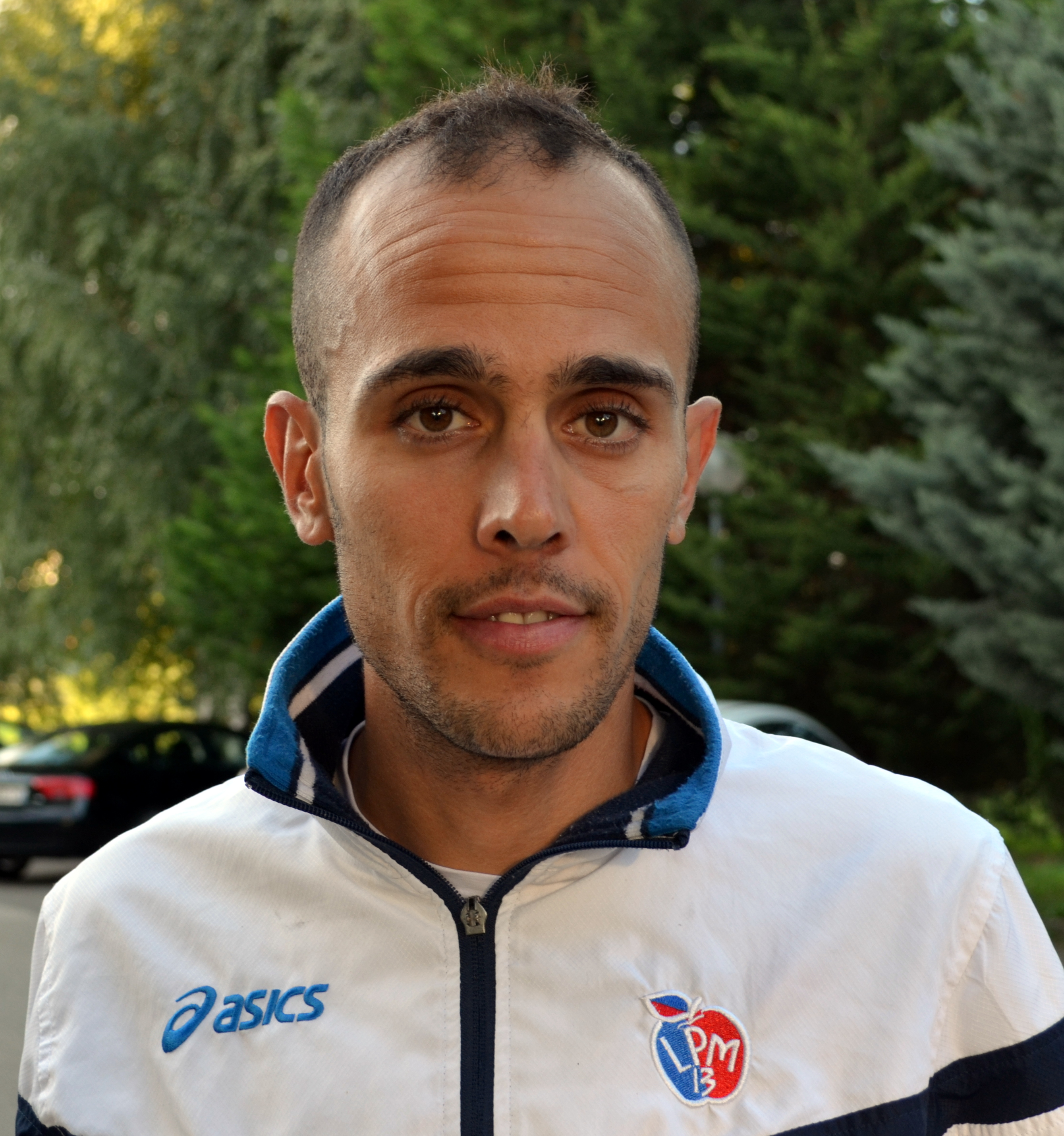
Rémy Di Grégorio.
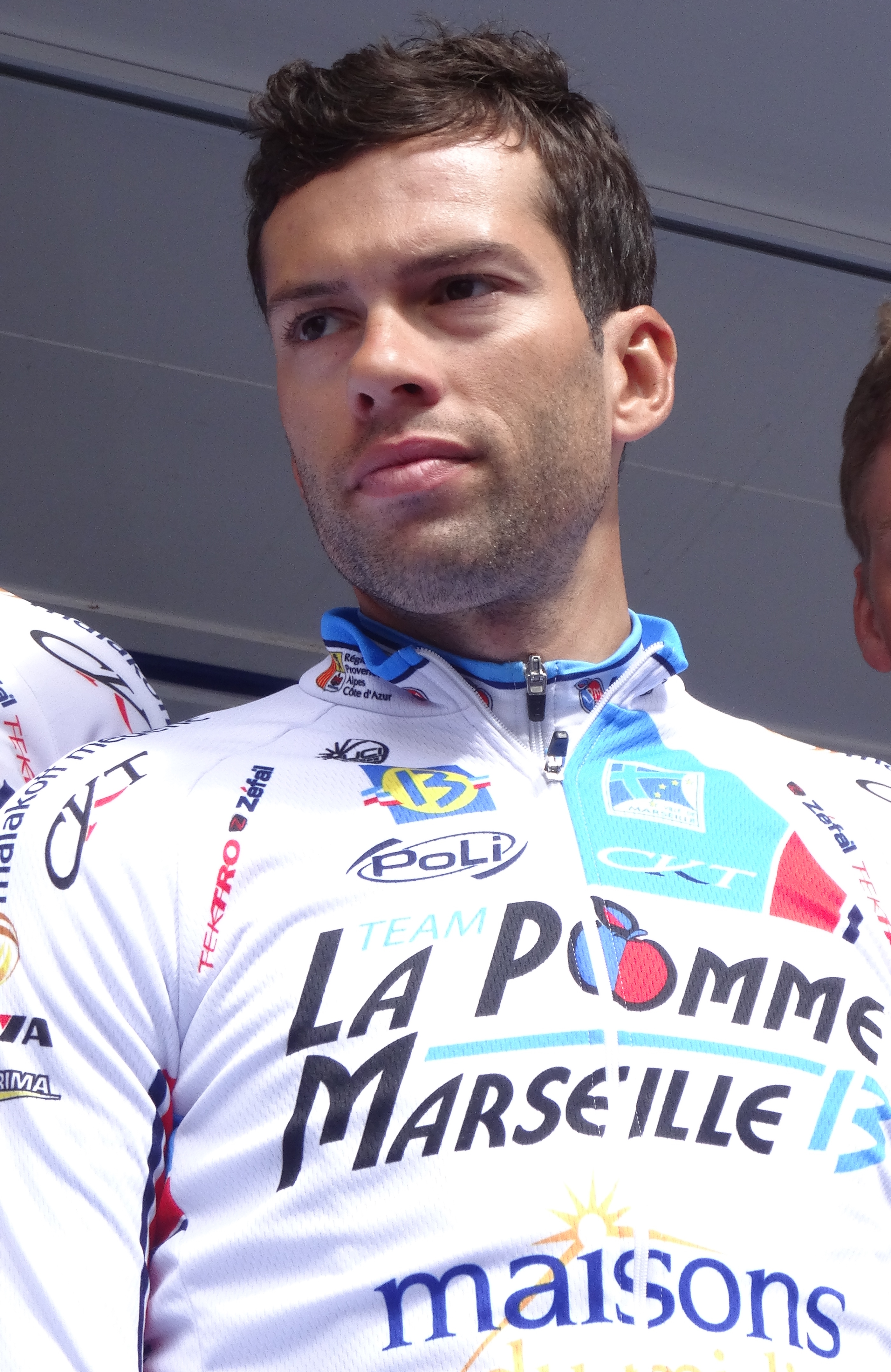
Julien El Fares.
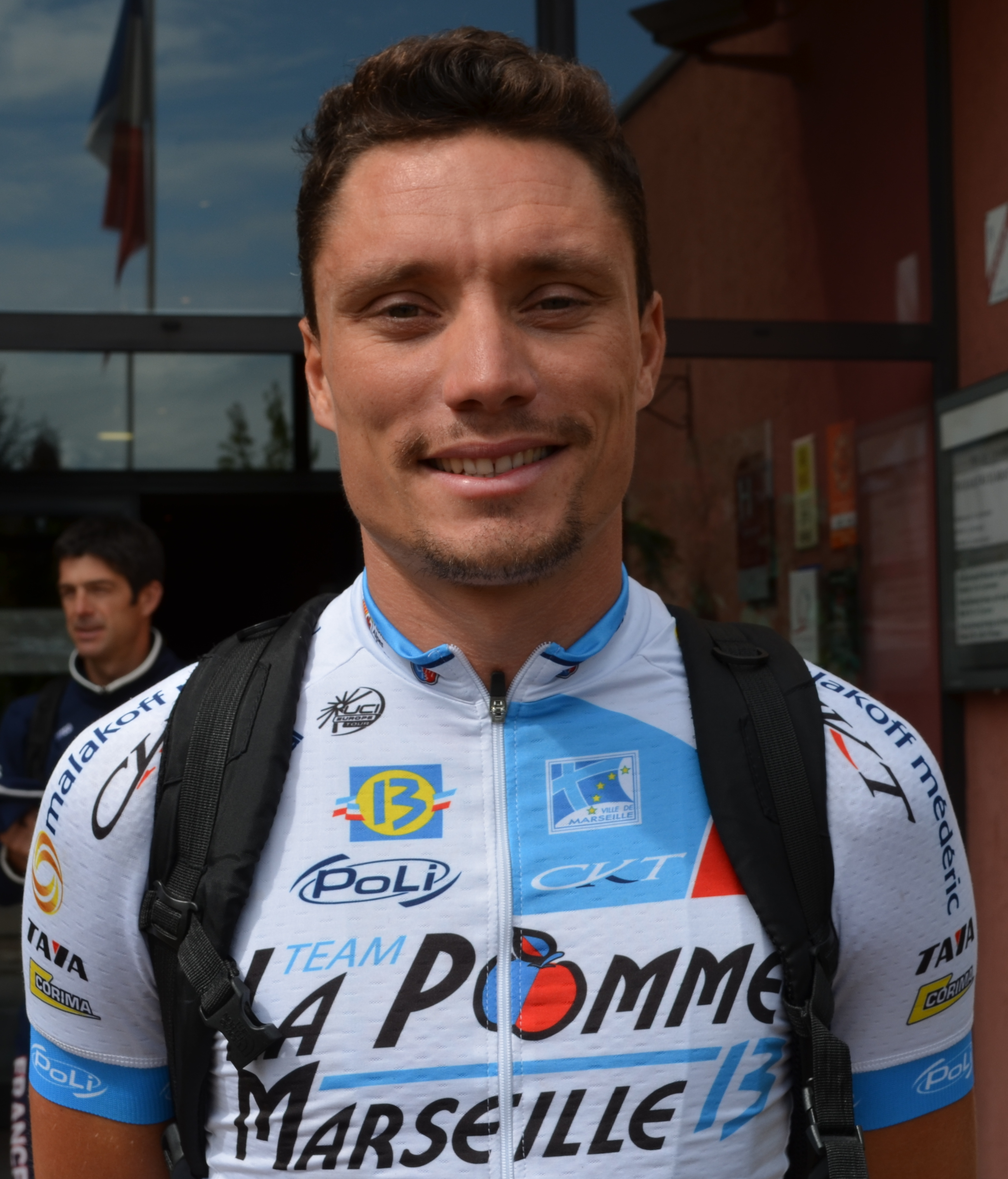
Benjamin Giraud.
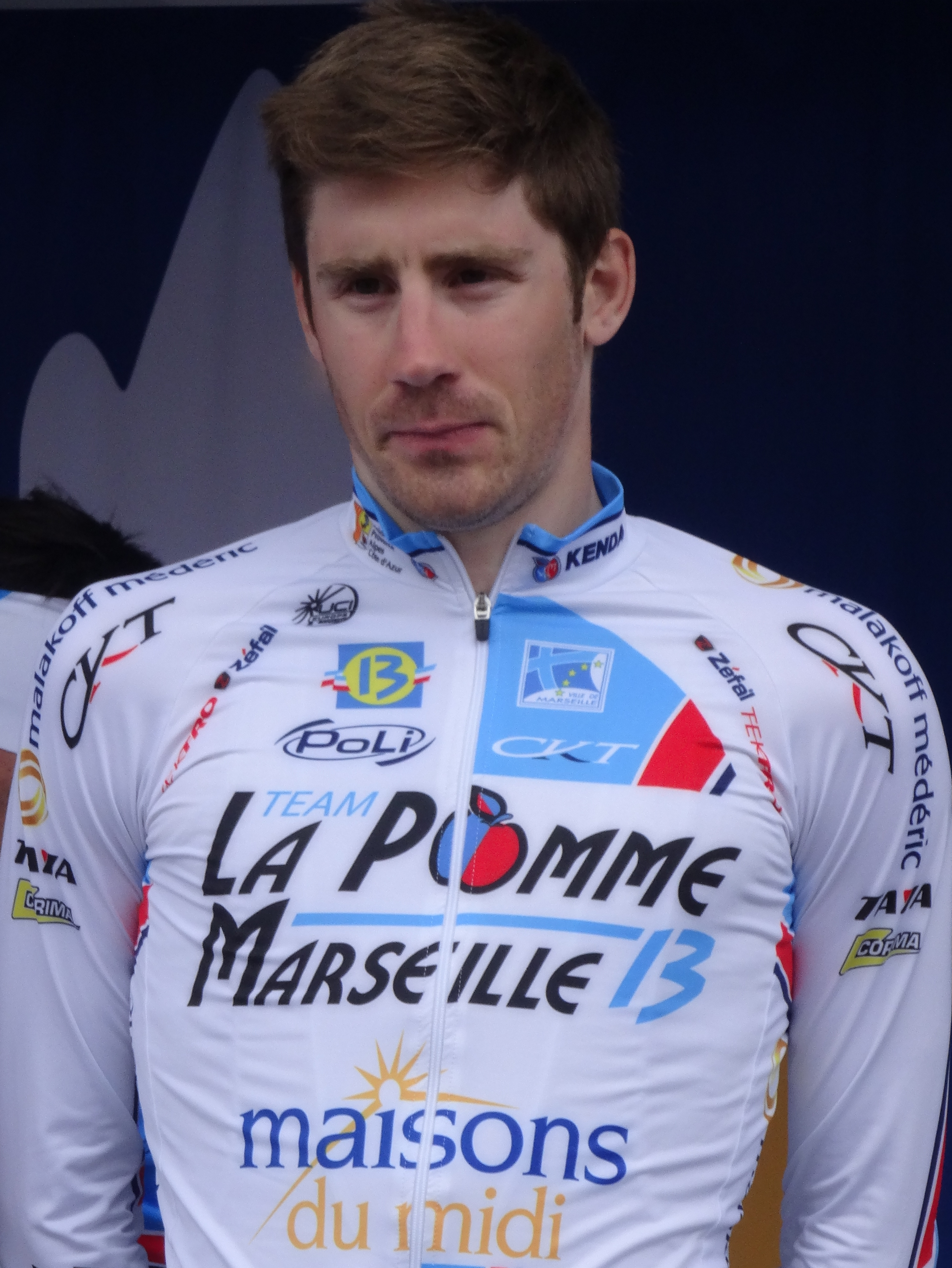
Domingos Gonçalves.
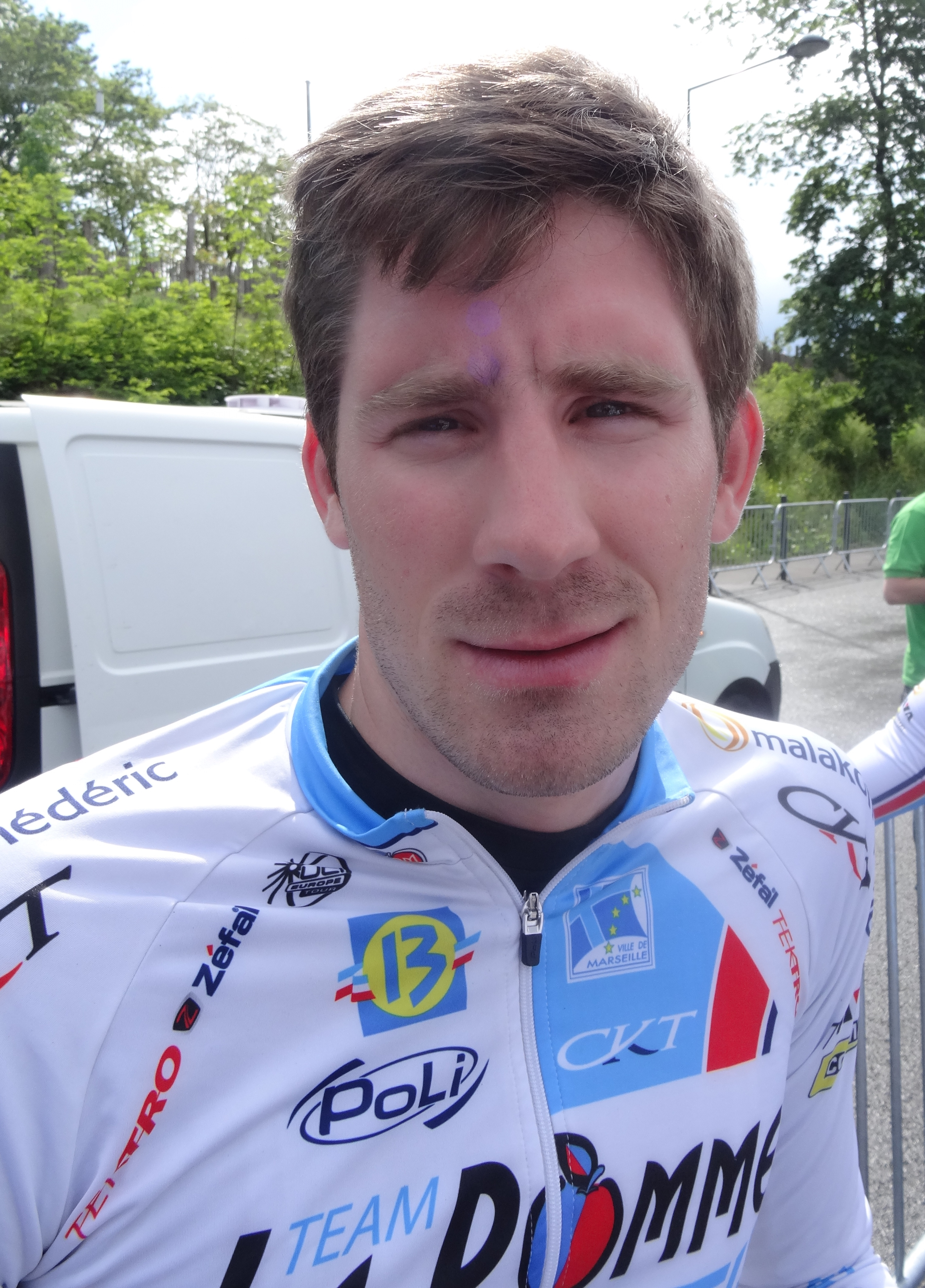
José Gonçalves.
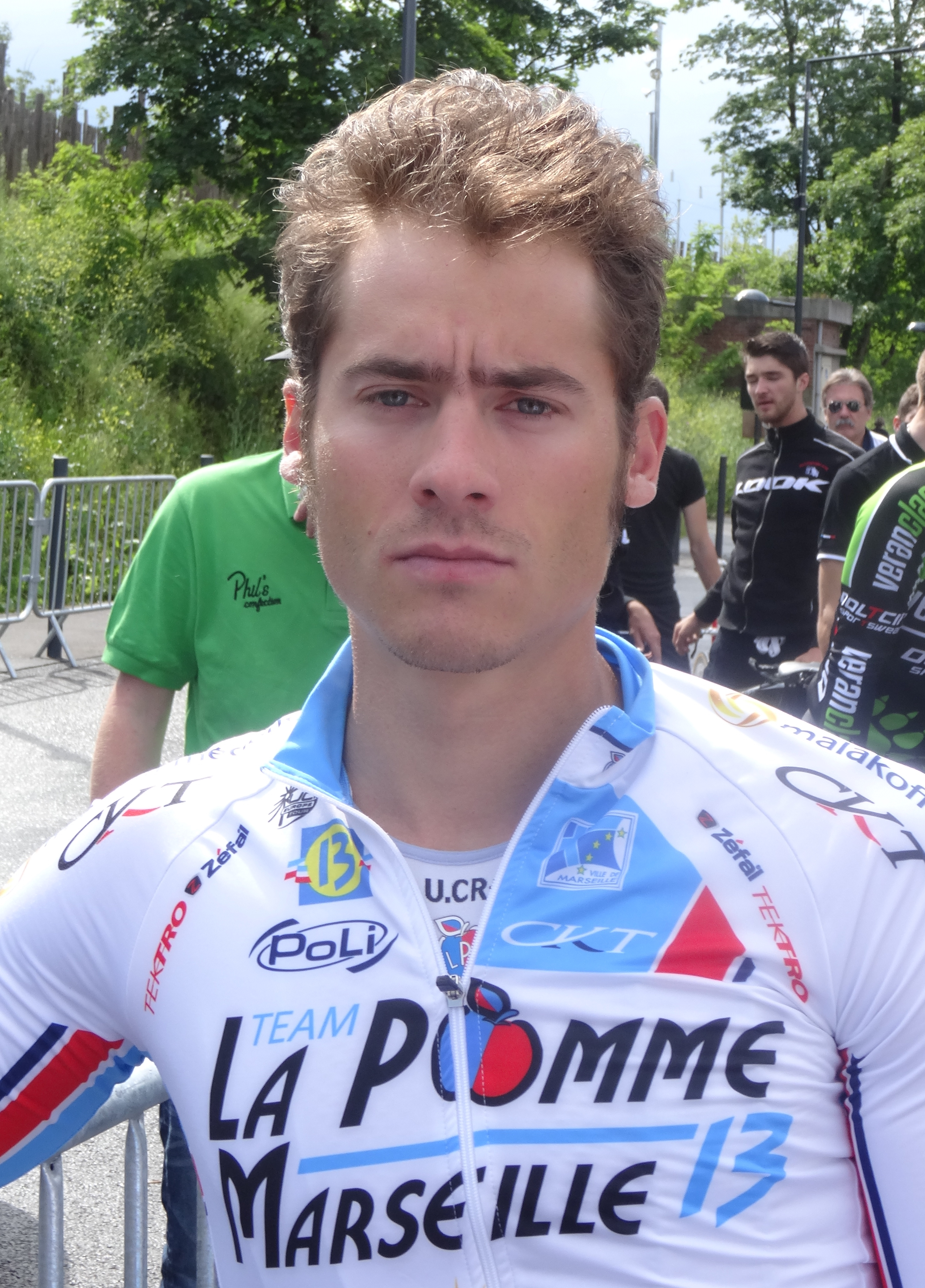
Justin Jules.
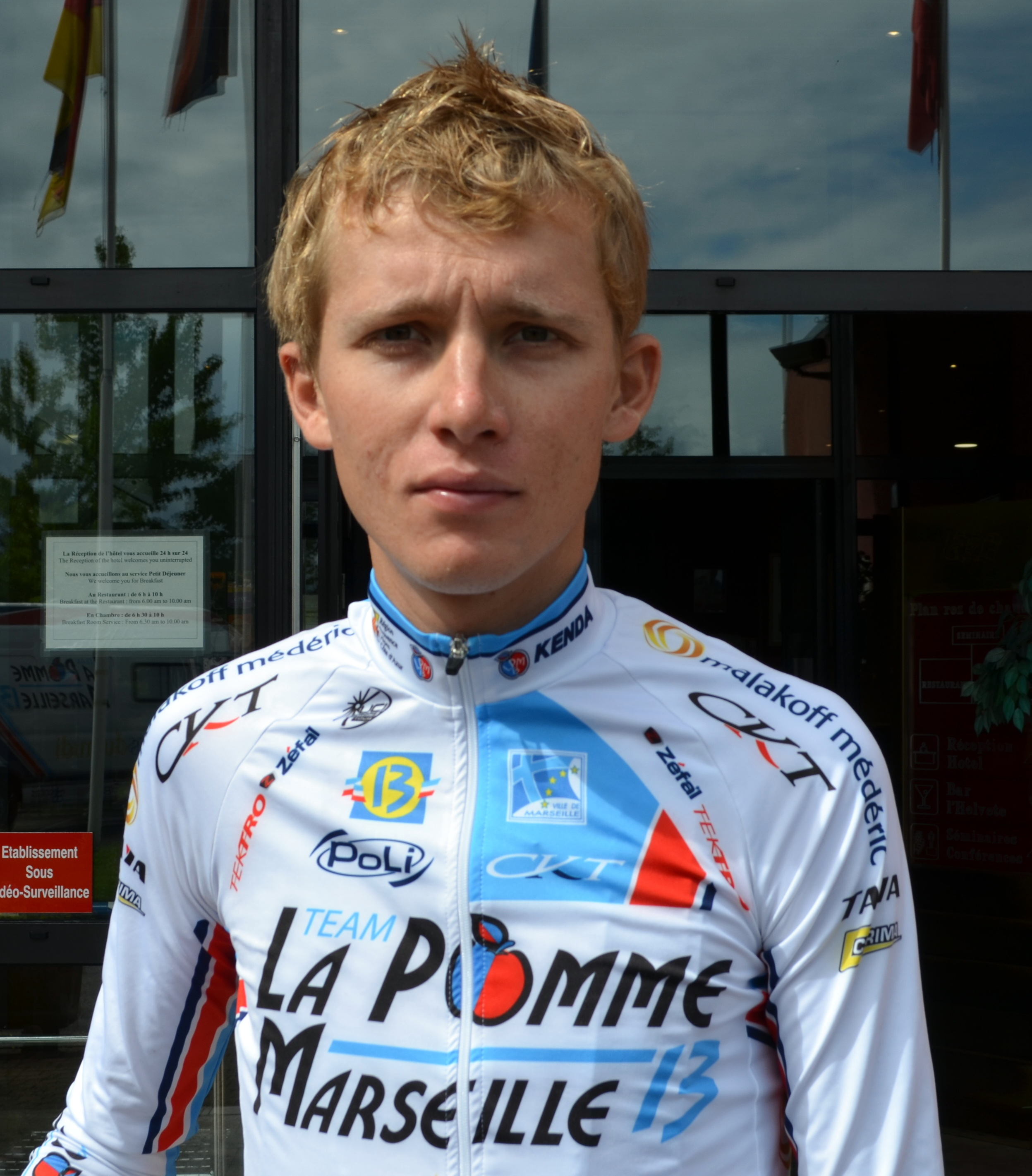
Antoine Lavieu.
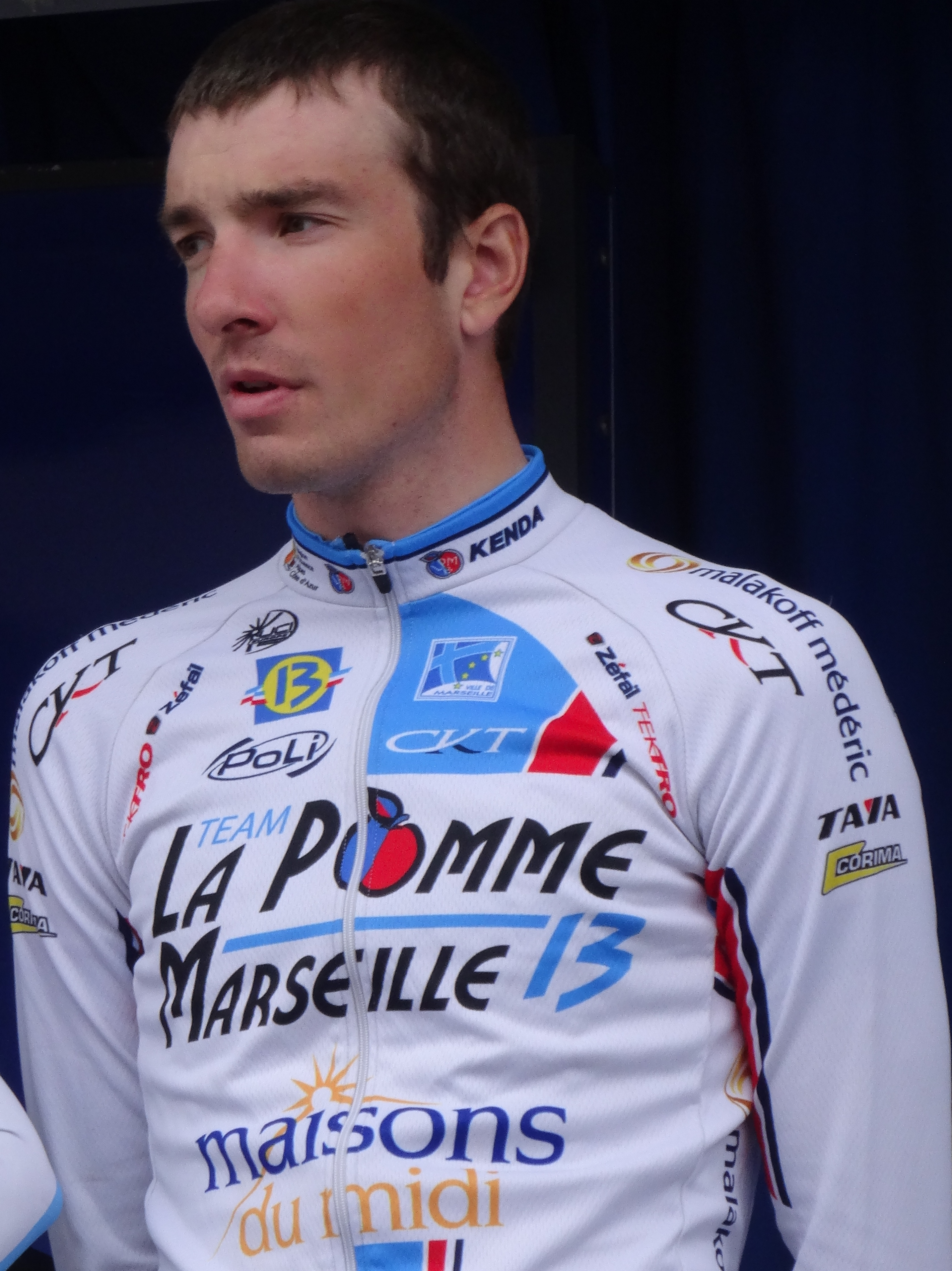
Yoann Paillot.
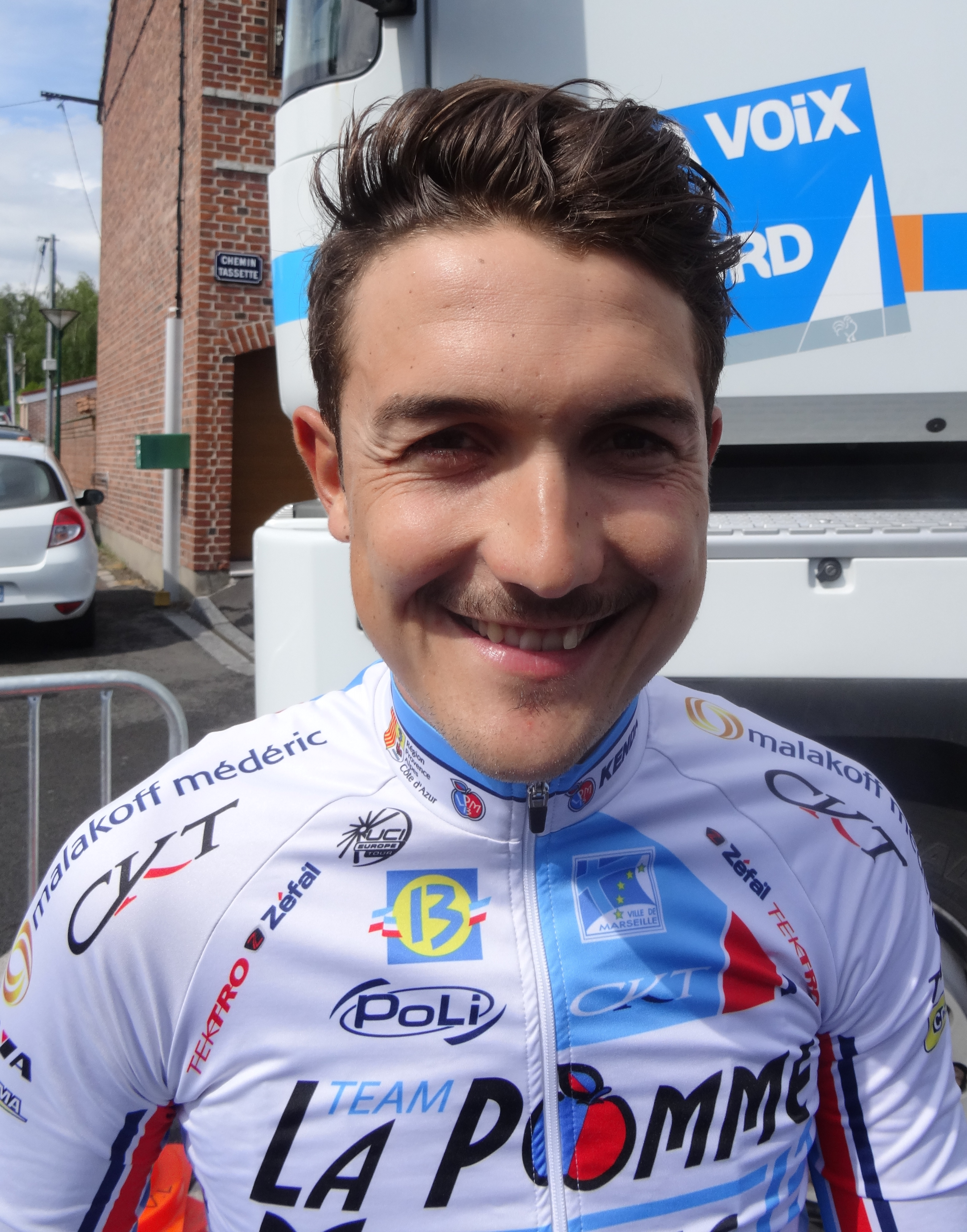
Thomas Rostollan.
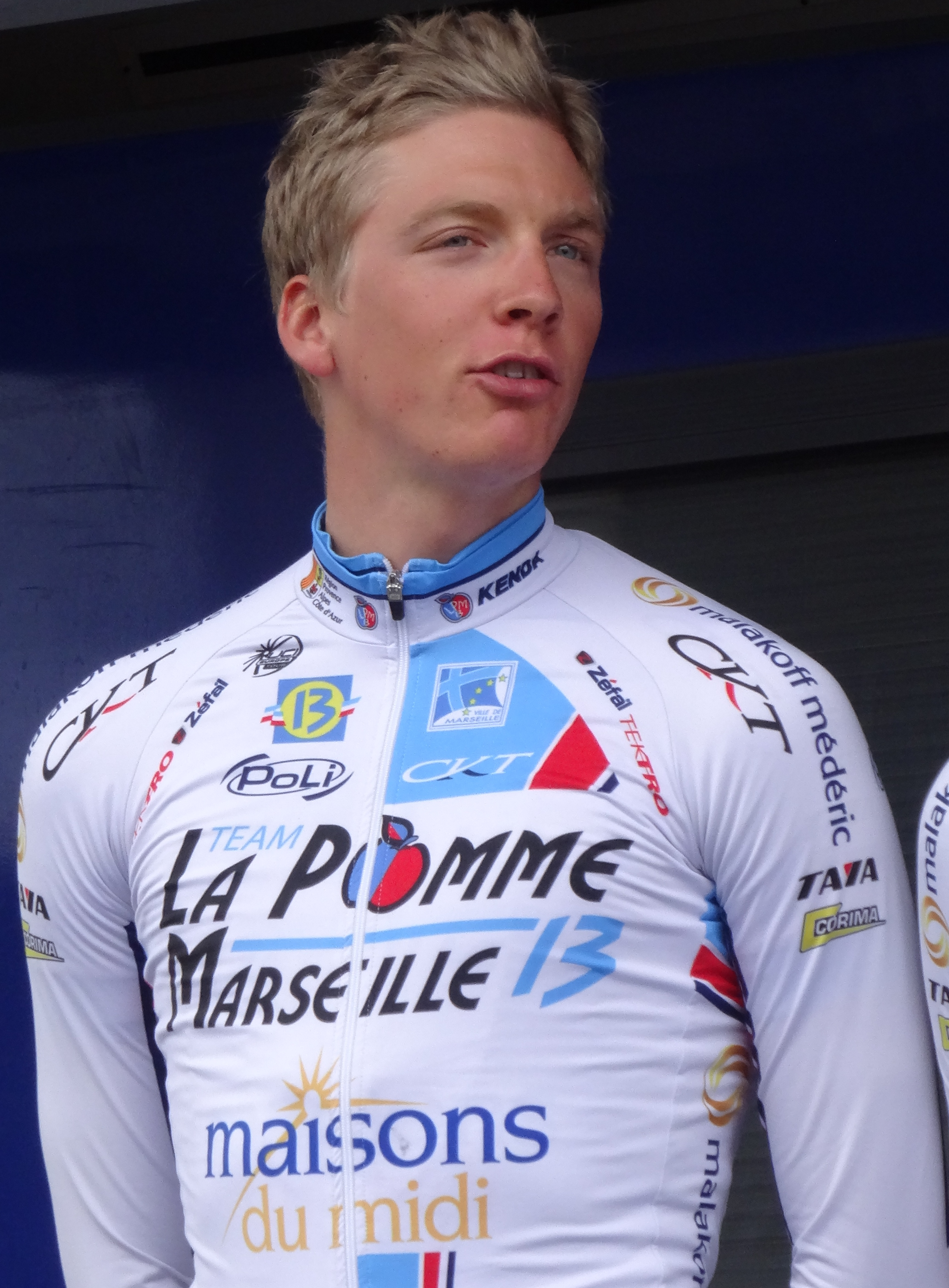
Clément Saint-Martin.
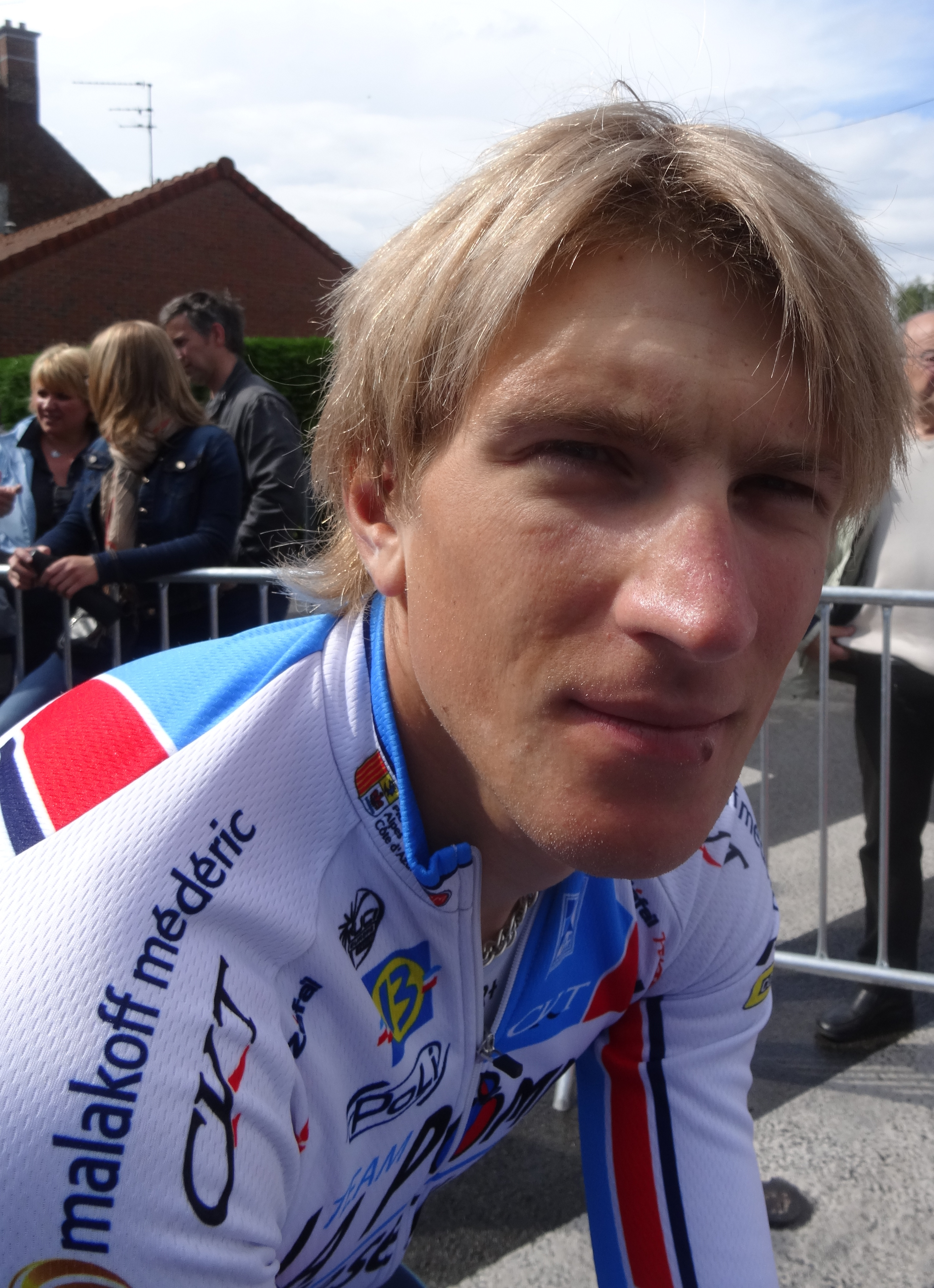
Evaldas Šiškevičius.
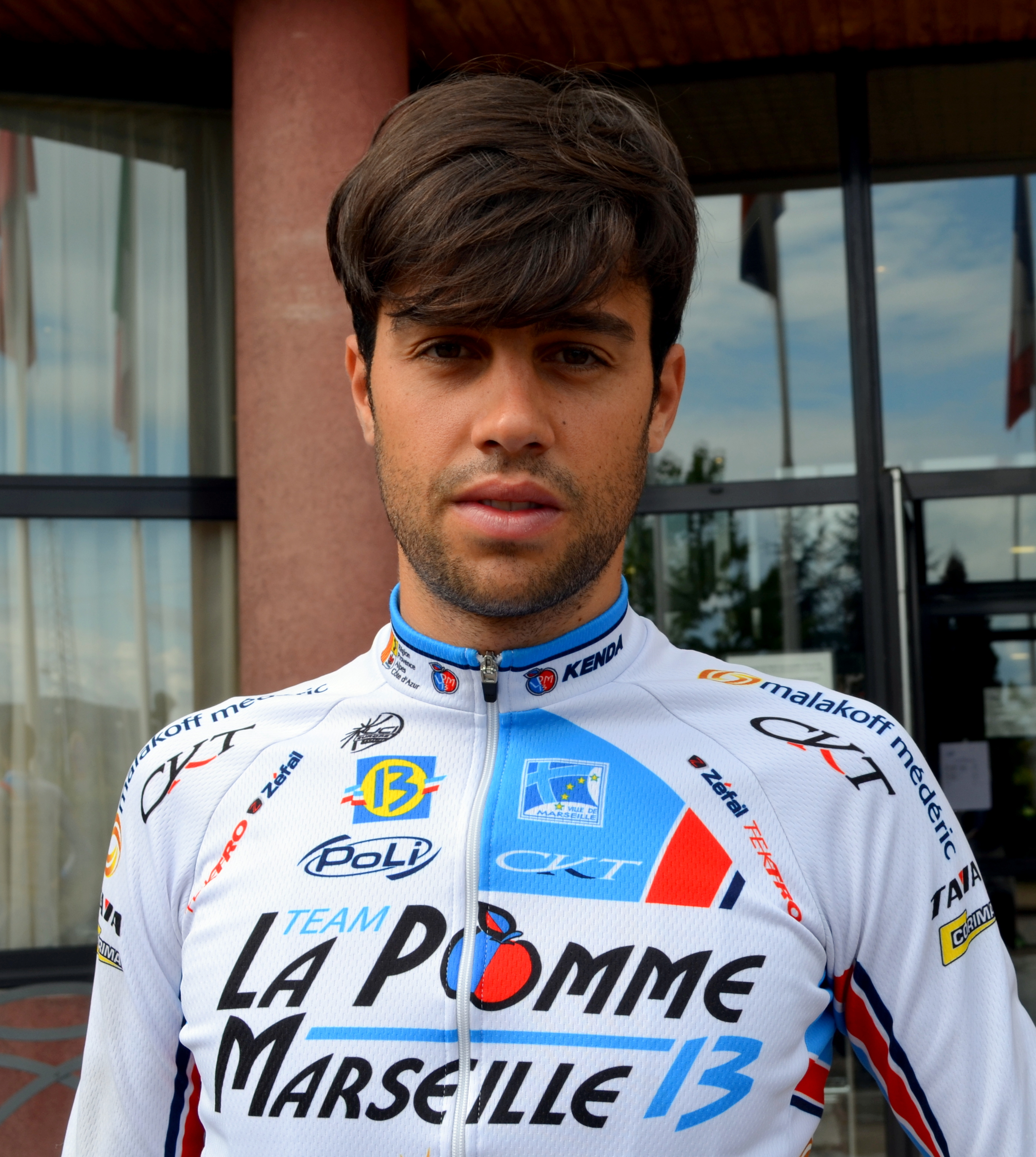
Grégoire Tarride.
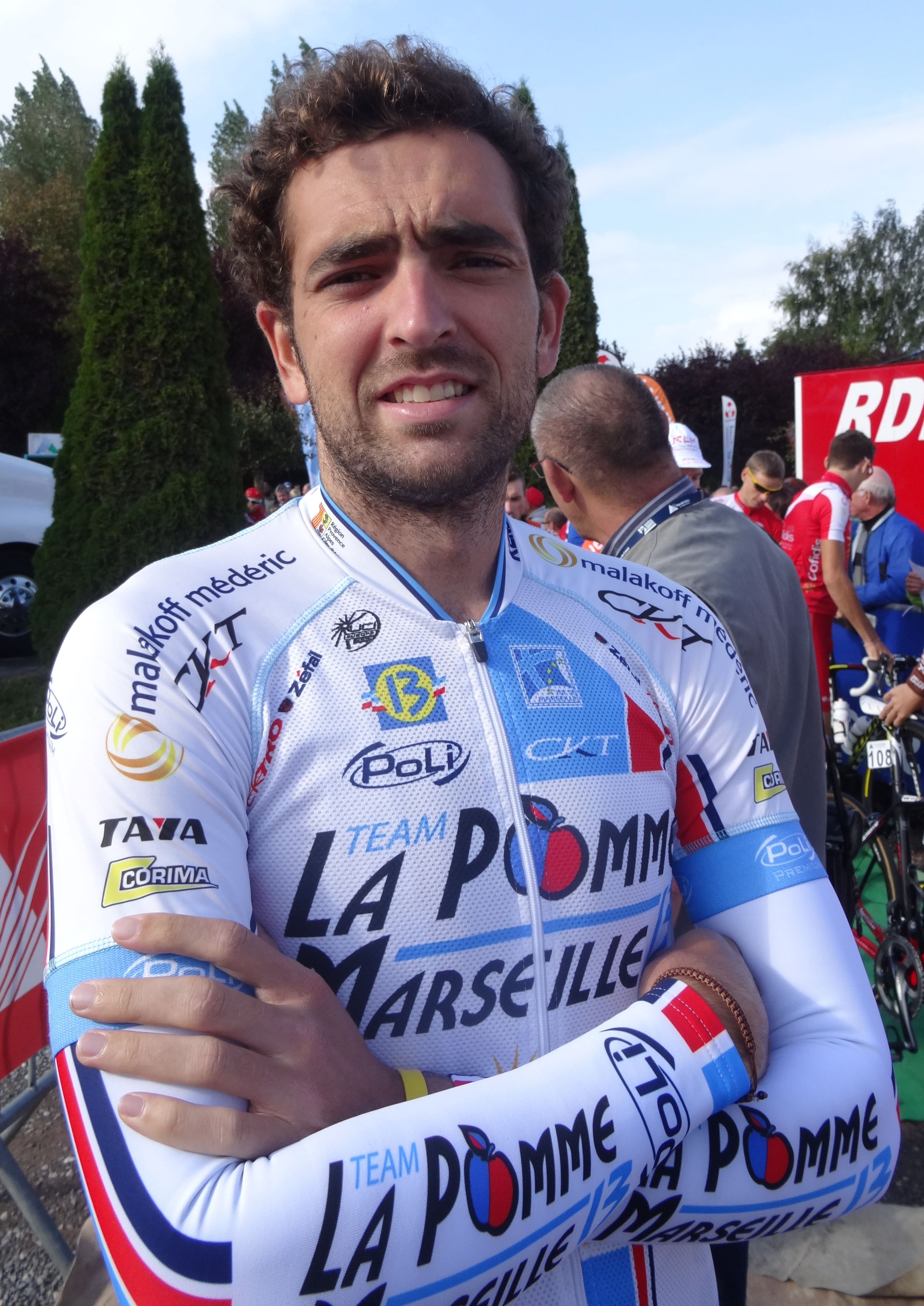
Thomas Vaubourzeix.

## Bilan de la saison

### Victoires
| Date       | Course                               | Pays           | Classe | Vainqueur          |
| ---------- | ------------------------------------ | -------------- | ------ | ------------------ |
| 10/03/2014 | 2e étape du Tour de Taïwan           | Taipei chinois | 2.1    | Benjamin Giraud    |
| 12/03/2014 | Classement général du Tour de Taïwan | Taipei chinois | 2.1    | Rémy Di Grégorio   |
| 11/05/2014 | 5e étape du Tour d'Azerbaïdjan       | Azerbaïdjan    | 2.1    | Justin Jules       |
| 10/07/2014 | 5e étape du Tour du lac Qinghai      | Chine          | 2.HC   | Thomas Vaubourzeix |
| 30/07/2014 | 1re étape du Tour Alsace             | France         | 2.2    | Grégoire Tarride   |
| 23/10/2014 | 4e étape du Tour de Hainan           | Chine          | 2.HC   | Julien Antomarchi  |
| 26/10/2014 | 7e étape du Tour de Hainan           | Chine          | 2.HC   | Julien Antomarchi  |
| 28/10/2014 | Classement général du Tour de Hainan | Chine          | 2.HC   | Julien Antomarchi  |

### Classements UCI

#### UCI Asia Tour
L'équipe La Pomme Marseille 13 termine à la 3e place de l'Asia Tour avec 571 points. Ce total est obtenu par l'addition des points des huit meilleurs coureurs de l'équipe au classement individuel,.
| Rang | Coureur             | Points |
| ---- | ------------------- | ------ |
| 9    | Julien Antomarchi   | 190    |
| 28   | Rémy Di Grégorio    | 109    |
| 41   | José Gonçalves      | 76     |
| 44   | Thomas Vaubourzeix  | 74     |
| 102  | Justin Jules        | 39     |
| 120  | Julien El Fares     | 32     |
| 141  | Benjamin Giraud     | 27     |
| 150  | Domingos Gonçalves  | 24     |
| 311  | Antoine Lavieu      | 8      |
| 312  | Evaldas Šiškevičius | 8      |
| 368  | Yoann Paillot       | 5      |

#### UCI Europe Tour
L'équipe La Pomme Marseille 13 termine à la 34e place de l'Europe Tour avec 395 points. Ce total est obtenu par l'addition des points des huit meilleurs coureurs de l'équipe au classement individuel,.
| Rang | Coureur              | Points |
| ---- | -------------------- | ------ |
| 61   | Rémy Di Grégorio     | 166    |
| 123  | Benjamin Giraud      | 99     |
| 353  | Justin Jules         | 39     |
| 435  | Grégoire Tarride     | 29     |
| 491  | Julien Antomarchi    | 22     |
| 501  | Evaldas Šiškevičius  | 21     |
| 716  | Clément Saint-Martin | 11     |
| 838  | Domingos Gonçalves   | 8      |
| 934  | Yoann Paillot        | 5      |
| 941  | Julien El Fares      | 5      |